# 大澤喜代一
大澤 喜代一（おおさわ きよいち、1901年12月15日 - 1985年3月11日） は、日本の労働運動家。日本社会党衆議院議員（1期）。筆名は大沢 久明（おおさわ きゅうめい）。

## 経歴
青森県青森市出身。1919年青森県立青森商業学校（現・青森県立青森商業高等学校）卒。上京し、市谷監獄に勤務するが、同人誌発行の件で解雇される。社会主義運動に入り、帰郷して北部無産社、青森合同労組を結成し、労働運動を指導し、検挙される。1927年労働農民党青森県連を結成し、1929年に日本共産党に入る。同年に起きた四・一六事件で検挙され、懲役5年の刑を受ける。出獄後もたびたび検挙されたが、1939年に青森県議、1940年に青森市議となる。しかし、1941年に再び検挙されたため、議員を辞職した。
戦後、日本社会党に入り、1946年の第22回衆議院議員総選挙で青森県から立候補して当選した。次の1947年の第23回衆議院議員総選挙では青森2区から立候補したが落選。翌1948年に日本共産党に入る。以後、日本共産党から立候補したが再選されることはなかった。その後1961年から1970年まで日本共産党青森県委員長を歴任した。1947年と1950年の青森県知事選挙に立候補したが、いずれも落選した。
この他、労働組合青森県地方協議会長、日本労働総同盟中央委員、青森県農事開発社長なども務めた。